# Seguridad de los cigarrillos electrónicos
La seguridad de los cigarrillos electrónicos es motivo de polémica La bibliográfica existente sobre sus efectos en la salud humana es reducida y dispar. e-cigarettes and in their liquid ingredients. En 2014, la Organización Mundial de la Salud (OMS) publicó un informe crítico con estos sistemas, advirtiendo de potenciales riesgos para la salud y llegando a proponer su regulación como productos derivados del tabaco. Esta opinión es compartida por otras organizaciones gubernamentales, como la Food and Drug Administration (FDA), la administración reguladora de productos para el consumo humano en Estados Unidos, la cual considera que otros sistemas para dejar de fumar tales como parches de nicotina son más seguros.
Por otro lado, estudios sobre los químicos liberados por los cigarrillos electrónicos sugieren que estos pueden ser más seguros que fumar cigarrillos tradicionales, dado que los cigarrillos electrónicos no contienen tabaco ni implican combustión. Esta opinión ha sido objeto de debate, dado que los cigarrillos electrónicos pueden liberar otros productos que también afectan a la salud. La toxicidad asociada al uso de cigarrillos electrónicos varia según el líquido utilizado, y de su reacción con las distintas partes metálicas. Por ejemplo, ciertos tóxicos carbónicos pueden producirse debido a la reacción de estos líquidos con el cable de nicromo utilizado para producir el vapor, tales como formaldehído. La cantidad de formaldehído generada varia según el voltaje utilizado. Los cigarrillos electrónicos más modernos pueden contener una concentración de formaldehído igual o superior a la concentración producida en un cigarrillo convencional
La aparición de altos niveles de formaldehído ha sido relacionada con un sobrecalentamiento del sistema o la aparición de "dry puffs" (bajos niveles de líquido en el cigarrillo).

## Efectos en la Salud

### Potenciales efectos contrarios
Los estudios en la seguridad de los cigarrillos electrónicos han llegado a conclusiones opuestas. Debido a la corta vida de estos dispositivos, los trabajos existentes aun son insuficientes para obtener una conclusión clara, y los estudios existentes han sido acusados de caer en errores metodológicos, conflictos de interés e inconsistencias. Sin embargo, eso no implica que los cigarrillos electrónicos puedan ser considerados inocuos.
La comunidad sanitaria y la industria farmacéutica han mostrado sus reservas sobre este fenómeno emergente, entre otros la ausencia de estudios sobre sus efectos a medio y largo plazo. Entre los principales ataques al uso de los cigarrillos electrónicos existe el debate sobre su uso como sustituto de los cigarrillos convencionales. De este modo, la mayoría de los fumadores no utilizarían este dispositivo como un paso intermedio para eliminar la inhalación de nicotina, sino que sustituirían los cigarrillos convencionales por su homólogo electrónico, manteniendo e incluso incrementando la exposición a nicotina durante un periodo indefinido, cuyos efectos no están claros. En esta línea, la Asociación Americana de Investigación en el Cáncer y la Sociedad Americana de Oncología Clínica han asegurado que "los beneficios y efectos adversos [de los cigarrillos electrónicos] deben ser evaluados con respecto al conjunto de la sociedad, incluyendo su efecto en jóvenes, adultos, fumadores pasivos y fumadores." En julio de 2014, la Organización Mundial de la Salud (OMS) publicó su primer informe sobre los riesgos potenciales en niños, adolescentes, mujeres embarazadas y mujeres en edad reproductiva del uso de cigarrillos electrónicos. Esta postura se ha mantenido a lo largo de múltiples informes posteriores. En estos informes, se señala que los cigarrillos electrónicos se han demostrado reducen las funciones pulmonares y miocardiales, incrementan la inflamación pulmonar y contienen carcinógenos a un nivel significativo, aunque mucho menos que en el caso de cigarrillos convencionales.
Respecto a los posibles efectos nocivos, es recomendable aplicar el principio de precaución, debido a las pasadas crisis de la nicotina. Igualmente, la OMS periódicamente recomienda un marco político regulatorio para los cigarrillos electrónicos, lo que se espera ayude a reducir su efecto en la salud pública. Esta regulación incrementa su necesidad debido a la inversión de grandes tabacaleras como Altria Group, Reynolds American y Lorillard en el mercado de los cigarrillos electrónicos, quienes, para evitar los efectos de las leyes antitabaco pueden potenciar el uso de cigarrillos electrónicos como solución.

### Efectos desconocidos
Los efectos en la salud derivados del uso continuado de cigarrillos electrónicos es aun desconocido. En agosto de 2014, el Foro Internacional de Sociedades Respiratorias señaló que los cigarrillos electrónicos no han demostrado ser seguros, opinión compartida por el sistema de salud Canadiense, el sistema de salud nacional de Reino Unido y el National Institute on Drug Abuse de Estados Unidos

### Efectos Positivos comparados con Cigarrillos Convencionales

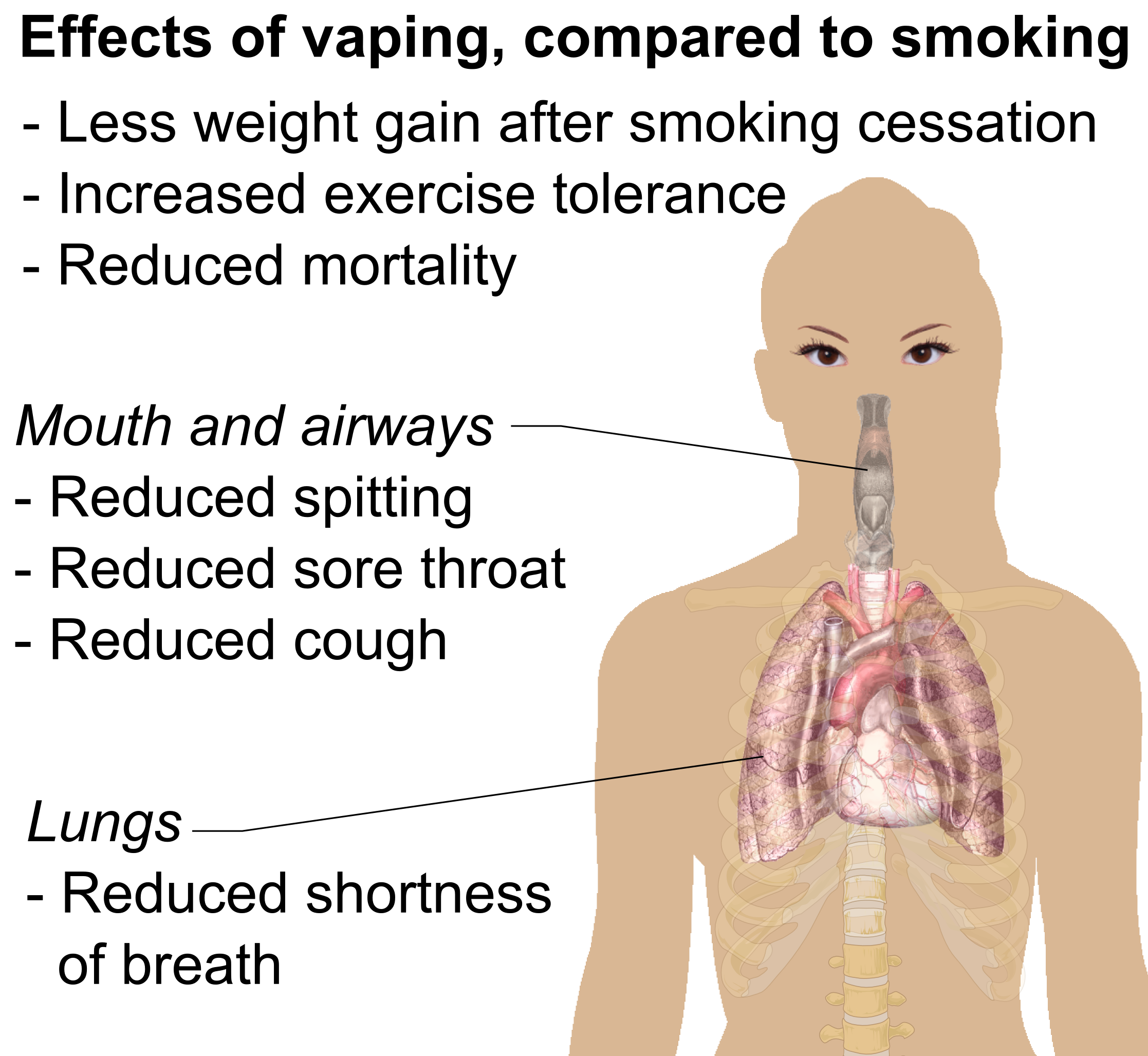
Efectos Positivos comparados con Cigarrillos Convencionales.

Un estudio del Sistema Público Inglés (PHE por sus siglas en inglés) de 2015 afirma que los cigarrillos electrónicos son menos perjudiciales que los cigarrillos convencionales, aunque este estudio ha sido objeto de polémica respecto a sus estimaciones. En junio de 2014, el Royal College of Physicians inglés afirmó que los cigarrillos electrónicos pueden ayudar a reducir el tabaquismo en Reino Unido. Dos estudios sistemáticos de la bibliográfica existente hasta 2014 coincide con este punto de vista, afirmando que los cigarrillos electrónicos son menos nocivos debido a que no incluyen tabaco ni combustión, y que su concentración de cancerígenos es menor que el de cigarrillos convencionales.

### Detractores
La Canadian Cancer Society considera que, aunque algunos estudios afirmen que hay menos niveles de tóxicos en cigarrillos electrónicos, otros han demostrado su toxicidad, incluso en versiones sin nicotina En Reino Unido, el National Institute for Health and Care Excellence (NICE) no recomienda el uso de cigarrillos electrónicos, debido a dudas sobre su seguridad, eficacia y calidad, y la National Association of County and City Health Officials de Estados Unidos afirma que los cigarrillos electrónicos pueden, potencialmente, incrementar el uso de nicotina y tabaco en jóvenes, pero hasta la fecha no ha podido ser demostrado en un estudio a largo plazo

## Efectos Adversos
Uno de los efectos adversos del uso de estos cigarrillos es su uso como antesala para acceder al tabaco, tanto para no fumadores como ex-fumadores. Reducir el consumo de tabaco (cigarrillos por día) es significativamente más beneficioso que utilizar cigarrillos electrónicos.
Los efectos adversos más conocidos relacionados con la desintoxicación del tabaquismo (depresión, insomnio y ansiedad) pueden ser reducidos con el uso de estos cigarrillos. Sin embargo, un estudio de 2015 encontró efectos adversos de diversa consideración como hipotensión, agarrotamientos, dolor en el pecho, braquicardia, pulso acelerado, desorientación y problemas con el corazón, pero su relación con el uso de cigarrillos electrónicos aun no está claro. Otros efectos adversos incluyen dolor abdominal, cefaleas, visión borrosa, irritación de garganta y boca, vómitos, náusea y tos. The adverse effects of e-cigarettes on people with cancer is unknown. Estos últimos efectos pueden ser causados por la exposición a la nicotina y otros tóxicos en el aerosol.
La Entidad Regulatoria del Tabaco en Estados Unidos reportó entre 2008 y 2012 47 casos de efectos adversos asociados con el uso de cigarrillos electrónicos, 8 considerados de gravedad. 2 Casos fueron detectados como neumonitis lipoide, causando la muerte a uno de ellos en 2011. Otros casos de gravedad incluyen la hospitalización por neumonía, fallos cardíacos, taquicardia y quemaduras. Sin embargo, no se ha podido establecer una relación directa con el uso de cigarrillos electrónicos. Por ejemplo, muchos de los efectos adversos relacionados con el sistema nervioso y sensorial pueden estar relacionados con un exceso o defecto de nicotina.

### Envenenamiento
Hasta 2016, al menos 4 adultos murieron en Estados Unidos y Europa tras consumir intencionadamente el líquido. Dos niños murieron en 2013 y 2014 tras ingerir este líquido accidentalmente.  La mayoría de los casos de intoxicación son considerados de baja peligrosidad, sin embargo, el 58% de los casos por envenenamiento estuvieron relacionados con niños de 5 años o menos. En el caso de exposición a los cigarrillos electrónicos, los niños tienen 2.5 veces más probabilidad de que el resultado sea grave que en el caso de cigarrillos convencionales. En particular, los niños son más susceptibles de ingerir estos líquidos, tanto por su curiosidad como por su envase llamativo, muchas veces con imágenes de frutas.
Otros casos relacionados con intoxicamiento con el líquido a través de inhalación, exposición en los ojos y en la piel e ingestión. Sin embargo, la relación causal no ha quedado completamente demostrada.
Cambien se han reportado casos de errores de etiquetado en algunas marcas, donde se etiqueta menos nicotina de la que realmente contiene, e incluso etiquetado como ‘sin nicotina' donde se han encontrado trazas de nicotina, debido a la falta de estándares y control.
Según el Centro Alemán de Investigación en Cáncer, los cigarrillos electrónicos no pueden ser considerados seguros debido, entre otras cosas, a fallos técnicos como envases con fugas, contacto accidental con el líquido cuando se cambia el cartucho y sobredosis.

### Fuegos, Explosiones y Baterías Defectuosas
La mayoría de los cigarrillos electrónicos usan baterías de litio, las cuales pueden resultar peligrosas en caso de defectos, para lo cual se han recomendado estándares de calidad. Algunas baterías pueden no estar bien diseñadas, utilizar materiales de baja calidad o tener defectos de fabricación, las cuales ya han reportado varios casos de lesiones graves, como el caso de un hombre, cuyo cigarrillo electrónico le explotó en la boca, causando una laceración corneoscleral con prolapso de iris. En otro caso, un joven sufrió quemaduras en las corneas por un fuego originado en su cigarrillo electrónico. En un tercer caso, un hombre murió debido a un error cambiando la batería, la cual explotó junto a una bombona de oxígeno. Otras lesiones debido a errores en sus baterías incluyen quemaduras, perdidas de dientes, fracturas de cuello y quemaduras por ácido derivado de la batería.

#### Cigarrillos Electrónicos de Primera Generación
Comparados con cigarrillos tradicionales, los cigarrillos de primera generación proveían de menores dosis de nicotina, aunque debido a su dispersión, un plasma de concentración de nicotina puede ser generado, proveyendo una cantidad similar a la de cigarrillos convencionales. Esto es debido a la dispersión de nicotina en las partículas de vapor, las cuales son absorbidas rápidamente y enviadas en el riego sanguíneo, mientras los fumadores de cigarrillos tradicionales tienen más dificultad para asimilar esa nicotina.
Otros problemas relacionados con los cigarrillos electrónicos de primera generación es la falta de estándar al proveer nicotina, dependiendo del dispositivo.

#### Cigarrillos electrónicos de última generación
Los cigarrillos de última generación proveen de nicotina con mayor efectividad que sus predecesores., a niveles de cigarrillos convencionales. Esto se debe a que los cigarrillos de última generación tienen baterías más potentes, lo que les capacita para calentar la solución a mayor temperatura, y pueden aumentar la presión sanguínea a niveles de cigarrillos tradicionales.

#### Efecto de los cigarrillos en jóvenes
Los niños son más sensibles a la nicotina, y esta puede afectar sus capacidades con procesos cognitivos, y una potencial adicción a la nicotina en un futuro. Por otro lado, el cerebro de los adolescentes, que aun esta desarrollándose, es particularmente sensible a los efectos nocivos de la nicotina, por lo que un periodo de exposición regular u ocasional a la nicotina puede tener efectos neurológicos en un futuro.
Por estas razones, en agosto de 2014 la American Heart Association alerto contra los cigarrillos electrónicos, dado que podían regularizar el consumo de nicotina, especialmente en niños. Esta opinión es compartida por el Ministerio de Salud del Reino Unido, que alerta de que niños y adolescentes están siendo el objetivo de campañas publicitarias sobre cigarrillos electrónicos, lo cual puede llevarlos a una adicción a la nicotina

### Metales
Al calentar un cilindro metálico, es posible que se produzca una exposición a metales por parte de fumadores de cigarrillos electrónicos, aunque la evidencia científica es aun limitada en este caso. La exposición a estos metales dependen del material utilizado en el cigarrillo, además de otros detalles como su diseño. La evidencia actual demuestra que ciertos metales aparecen en las emisiones de cigarrillos electrónicos, pero no queda demostrado que pueda ser un peligro para la salud. El dispositivo puede contribuir con pequeños trazos de silicato y metales pesados (tales como cromo y níquel), debido a las partes metálicas que entran en contacto con el líquido. Low levels of possibly harmful chromium, lead, and nickel metals have been found in the emissions.

### Tóxicos en el Aerosol de Cigarrillos Electrónicos
| Tóxicos                  | Contenido en inhalador de nicotina (15 puffs∗) | Contenido en aerosol de 12 cigarrillos electrónicos (15 puffs∗) | Contenido en cigarrillo tradicional en micrograms (μg) en el humo de un cigarrillo |
| ------------------------ | ---------------------------------------------- | --------------------------------------------------------------- | ---------------------------------------------------------------------------------- |
| Formaldeido (μg)         | 0.2                                            | 0.2-5.61                                                        | 1.6-52                                                                             |
| Acetaldeido (μg)         | 0.11                                           | 0.11-1.36                                                       | 52-140                                                                             |
| Acroleina (μg)           | ND                                             | 0.07-4.19                                                       | 2.4-62                                                                             |
| o-Methylbenzaldeido (μg) | 0.07                                           | 0.13-0.71                                                       | —                                                                                  |
| Tolueno (μg)             | ND                                             | ND-0.63                                                         | 8.3-70                                                                             |
| p- y m-Xyleno (μg)       | ND                                             | ND-0.2                                                          | —                                                                                  |
| NNN (ng)                 | ND                                             | ND-0.00043                                                      | 0.0005-0.19                                                                        |
| Cadmio (ng)              | 0.003                                          | ND-0.022                                                        | —                                                                                  |
| Níquel (ng)              | 0.019                                          | 0.011-0.029                                                     | —                                                                                  |
| Plomo (ng)               | 0.004                                          | 0.003-0.057                                                     | —                                                                                  |

Abreviaciones: μg, microgramo; ng, nanogramo; ND, no detectado.

∗15 puffs son la estimación de nicotina de un cigarrillo tradicional.

## Efectos durante el embarazo
Problemas de salud relacionados con la exposición del humo producido por cigarrillos electrónicos tanto directa como indirectamente por mujeres embarazadas han sido registrados en la bibliográfica, no hay evidencia científica de que los cigarrillos electrónicos sean seguros para las embarazadas. No existe una cantidad de nicotina que sea segura durante el embarazo, por lo que no es posible investigar los efectos de cigarrillos electrónicos durante el embarazo. Los mayores efectos están relacionados con el desarrollo del cerebro del feto. La nicotina también se acumula en el feto a través de la placenta,  pudiendo causar problemas, entre otros, en el desarrollo normal del sistema endocrino, reproductivo, respiratorio, cardiovascular y neurológico del feto.

## Impacto ambiental
La información en el impacto ambiental de los cigarrillos electrónicos es limitada, y están mayormente relacionados con la producción, uso, y eliminación de los cartuchos de líquido. A 2014 review found "disposable e-cigarettes might cause an electrical waste problem."

## Otros efectos
Existen datos que relacionan el vapor producido por cigarrillos electrónicos con efectos adversos en el sistema inmune de animales, inflamación del sistema gastrointestinal, y un incremento en el riesgo de contraer tuberculosis.